# Біла Криниця (пункт контролю)
47°58′37″ пн. ш. 25°53′0″ сх. д. / 47.97694° пн. ш. 25.88333° сх. д.
Бі́ла Крини́ця — пункт пропуску через державний кордон України на кордоні з Румунією.
Розташований у Чернівецькій області, Глибоцький район, поблизу однойменного села на автошляху Т 2636. З румунського боку розташований пункт пропуску «Климоуці» неподалік від села Клімеуць, повіт Сучава, на автошляху 291А в напрямку Серета.
Вид пункту пропуску — пішохідний. Статус пункту пропуску — місцевий з 11.00 до 17.00 (середа, п'ятниця, неділя).
Характер перевезень — пасажирський.
Судячи із відсутності даних на сайті МОЗ, пункт пропуску «Біла Криниця» може здійснювати лише радіологічний, митний та прикордонний контроль.
Пункт пропуску «Біла Криниця» входить до складу митного посту «Вадул-Сірет» Чернівецької обласної митниці. Код пункту пропуску — 40802 08 00 (37).